# Nicolas-Charles-Joseph Trublet
Nicolas-Charles-Joseph Trublet (auch: Abbé Trublet; * 4. Dezember 1697 in Saint-Malo; † 14. März 1770 ebenda) war ein französischer römisch-katholischer Geistlicher, Literat und Mitglied der Académie française.

## Leben und Werk

### Leben
Trublet besuchte das Jesuitenkolleg in Rennes und wurde 1723 zum Priester geweiht. Er ging nach Paris, war dort zuerst Hauslehrer, ab 1736 königlicher Zensor für Belletristik und von 1739 bis 1748 Sekretär des Kardinals Pierre Guérin de Tencin, den er von 1740 bis 1742 nach Rom begleitete. Dann lebte er am Hof von Versailles. 1741 wurde ihm die Charge eines Schatzmeisters der Kirche von Nantes übertragen, 1742 die eines Erzdiakons von Dinan im Domkapitel von Saint-Malo. Von 1750 bis 1753 wohnte er in Saint-Malo, anschließend übernahm er bis 1760 wieder das Zensorenamt in Versailles. 1767 kehrte er nach Saint-Malo zurück und starb dort 1770 im Alter von 72 Jahren. In Rennes und Saint-Malo wurden Straßen nach ihm benannt.

### Der Literat
Trublet war ab 1717 Mitarbeiter am Mercure de France. Er verkehrte in den Salons der Madame Lambert und der Madame de Tencin, der Schwester des Kardinals, und publizierte ab 1735 Essais über Literatur und Moral, die ins Deutsche und Englische übersetzt wurden und die ihm 1749 einen Platz in der Berliner Akademie der Wissenschaften einbrachten. Er kandidierte ab 1736 für die Académie française und wurde 1761 (mit einer Stimme Mehrheit) gewählt (Sitz Nr. 10). Trublet war ein Freund und Verehrer von Antoine Houdar de la Motte und Bernard le Bovier de Fontenelle, denen er Schriften widmete.

### Die Polemik mit Voltaire
1760 kritisierte Trublet im vierten Band seiner Essais die Henriade von Voltaire, dem er vorwarf, das Werk in Versen statt in Prosa geschrieben zu haben. Voltaire rächte sich damit, dass er Trublet als reinen Kompilator abqualifizierte. Das konnte er umso leichter, als Trublet zu diesem Zeitpunkt, wie Alain Niderst nachweist, nicht mehr mit dem Zeitgeist in Einklang war.

## Werke (Auswahl)
- Eloge historique de Monsieur de La Motte. 1732.
- Essais sur divers sujets de littérature et de morale. Paris 1735, 1737, 1741, 1749 (2 Bde.) 1754–1760 (4 Bde.), 1762, 1768. Genf 1968.
  - (deutsch) Des Abtes Trublet Gedanken über verschiedene Sachen, welche zur Gelehrsamkeit und Sittenlehre gehören. Aus dem Französischen übersetzt von Christiana Mariana von Ziegler. Weitbrecht, Greifswald und Leipzig 1744. 
  - (deutsch) Versuche über verschiedene Gegenstände der Sittenlehre und Gelehrsamkeit. Berlin 1765.
  - (englisch) Essays upon several subjects of literature and morality. Particularly upon the manner of writing in single thoughts. Of conversation. Of the different talents of writing and speaking. Of the qualities necessary for society. Of Criticism upon works of wit. Of the effects of habit. Of self-love and of modesty. Of simplicity, and the different kinds of modesty. Of the necessity of following one' s genius. Of prepossession, and its effects. Of good-humour. Of judgment and genius. Of happiness. Of reading and memory. Of nobility. The distinction between pride and vanity. Of politeness. Of the natural. Of parts. Of regard to human judgement. Of infidelity. Of riches. With reflections upon taste; and many other curious topicks. London 1746.
  - (englisch) Essays moral and critical. By M. L'Abbé Trublet, first secretary to his eminence Cardinal Tencin, and treasurer of the cathedral of Nantz. London 1760.
- Panégyriques des saints, précédés de Réflexions sur l'éloquence en général, et sur celle de la chaire en particulier. Paris 1755, 1764.
- Mémoires pour servir à l'histoire de la vie et des ouvrages de M. de Fontenelle, tirés du "Mercure de France", 1756, 1757 et 1758. Amsterdam 1759, 1761.
- Un journal de la vie littéraire au XVIIIe siècle. La correspondance de l'Abbé Trublet. Hrsg. Jean Jacquart. Picard, Paris 1926.
- Correspondance passive de Formey. 1. Lettres adressées à Jean Henri Samuel Formey: 1739–1770. Antoine-Claude Briasson et Nicolas-Charles-Joseph Trublet. Hrsg. Martin Fontius, Rolf Geissler und Jens Häseler. Champion, Paris 1996.